# پمپ انسولین

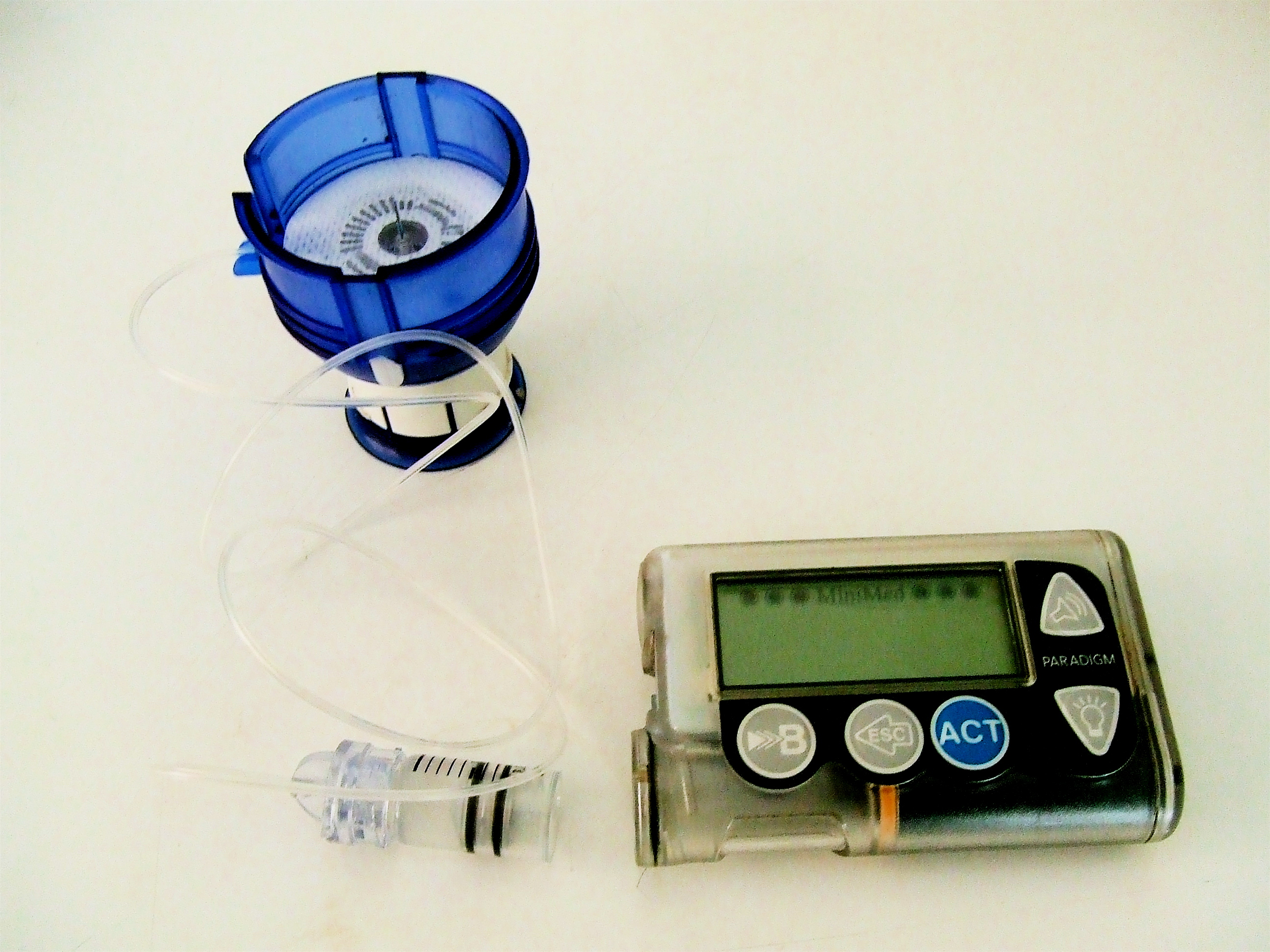
پمپ انسولین

پمپ انسولین (به انگلیسی: Insulin pump) دستگاهی است الکترونیکی، مکانیکی و هیدرولیکی که وظیفه تزریق انسولین به زیر پوست بیمار دیابتی را بر طبق الگوهای تعیین شده در زمان و مقدار تعیین شده بر عهده دارد.
این دستگاه مشکلات تزریق را به‌طور کل حذف می‌نماید و کنترل مناسبتری نسبت به سایر روشهای کنترل قند خون به بیمار می‌دهد.
این دستگاه شامل مخزنی است که در آن انسولین سریع الاثر نگهداری می‌شود.
دستگاه توسط لوله‌ای به بدن متصل می‌شود و لوله نازکی هم با چسب زیر پوست محکم می‌شود.
مزیتهای این دستگاه امکان تنظیم مقادیر متفاوت انسولین در طول شبانه روز و امکان تزریق به شیوه‌های کند در زمان طولانی برای بیمار می‌باشد. 